# آنجلوس سیلسیوس

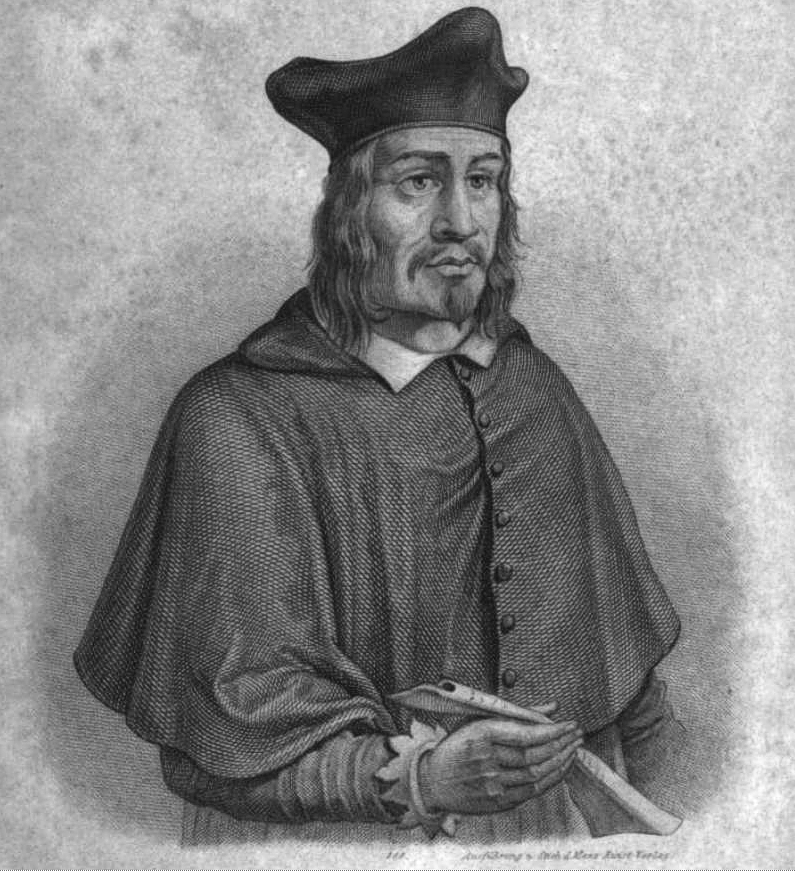
آنجلوس سیلسیوس

آنجلوس سیلسیوس (۱۶۲۴–۱۶۷۷ میلادی) شاعر و عارف نامدار آلمانی بود. او در شهر وروتسلاو در جنوب غربی لهستان و در خانواده‌ای لهستانی-آلمانی زاده شد. نام اصلی او یوآن شفلر بود، اما بیشتر به نام آنجلوس سیلسیوس مشهور شده‌است و شعرهایش نیز بدین نام به چاپ رسیده‌اند. آنجلوس سیلسیوس در سال ۱۶۵۲ از آیین لوتری به کلیسای کاتولیک رم پیوست. اشعار و سخنان کوتاه او در زمره مهم‌ترین آثار ادبی آلمان به‌شمار می‌روند. مجموعه زایر آسمانی (Cherubinischer Wandersmann) مهم‌ترین این اشعار است که هم از لحاظ صورت و هم از لحاظ محتوی به شعر صوفیان مانند است.شعر معروف او که الهام بخش هایدگر نیز بوده این است:
«گل سرخ بدون چراست گل می دهد زیرا گل میدهد نه متوجه خویش است و نه اشتیاق به دیده شدن دارد» این شعر او مورد تایید خرد باوران بود

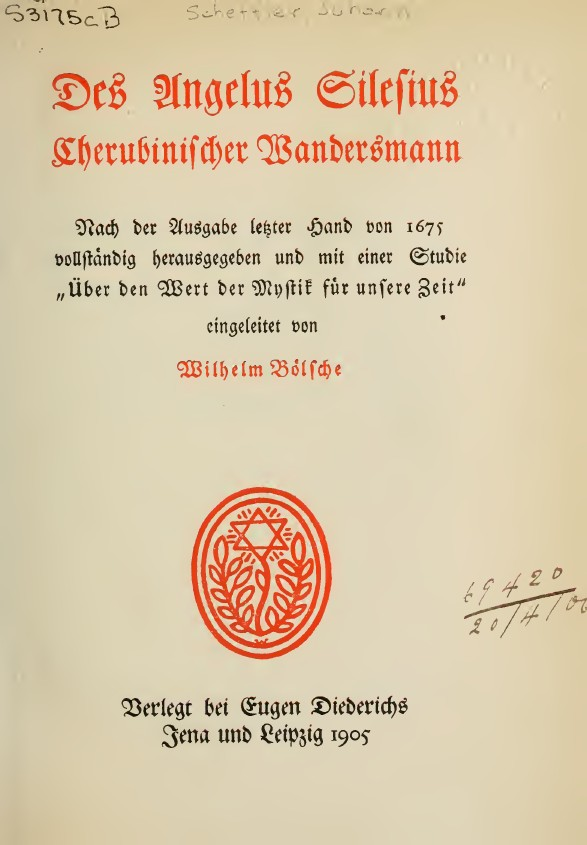
Des Angelus Silesius Cherubinischer Wandersmann (1905)